# Арге Фрівальдського
Арге Фрівальдського (Arge frivaldszkyi) — малоазійсько-понтійський вид комах. Один з близько 200 видів голарктичного роду; один з 24 видів роду у фауні України.

## Поширення
Ареал охоплює Південно-Східну Європу, Малу Азію, Молдову, Закавказзя.
В Україні виявлений на південному заході (м. Подільськ Одеської області). 

## Місця перебування
Узлісся та галявини острівних широколистяних лісів у степовій зоні.

## Чисельність та причини її зміни
Знайдено одну особину (самку) у 1961 р. на околиці м. Подільська.
Причини зміни чисельності: несприятливий вплив інбридингу, тривале застосування пестицидів.

## Особливості біології
Літ імаго в червні — липні. Самка живиться пилком і нектаром квіток молочаю.

## Охорона
У 2-му виданні  Червоної книги України (1994) вид мав природоохоронний статус — 2 категорія, реліктовий вид.
У 2009 році вид був виключений з Червоної книги України.
Доцільно створити ентомологічні заказники у місцях перебування виду. Розмноження у неволі не проводилось.